# Jesús Inostroza
Jesús Inostroza Toro es un fotógrafo chileno nacido en Santiago el 25 de diciembre de 1956, conocido por su trabajo como fotógrafo de los presidentes chilenos Patricio Aylwin, Eduardo Frei y Ricardo Lagos, desde 1990 a 2001.
Realizó estudios en la Facultad de Bellas Artes de Licenciatura en Artes con mención en Fotografía entre 1975 y 1980.
Se desempeñó como fotógrafo deportivo en revistas chilenas como Foto Sport, Estadio, Deporte Total y Triunfo. Trabajó para el diario la Época entre los años 1987 y 1990.
Entre 1990 y 2001, trabajó como fotógrafo y jefe del departamento de fotografía de la presidencia de Chile, en los periodos de los presidentes Patricio Aylwin, Eduardo Frei y Ricardo Lagos.
Se desempeñó como fotógrafo del Parque Metropolitano de Santiago y editor del diario La Nación, en el 2005.
Desde 1987 es profesor de fotoperiodismo en el Instituto profesional ALPES y un par de años fue jefe de carrera.
En la actualidad es director responsable de una agencia fotográfica.

## Links
- http://jesusinostroza.cl/ Archivado el 7 de julio de 2011 en Wayback Machine. Sitio oficial
- https://web.archive.org/web/20070626061935/http://www.fotoprensa.cl/naturaleza/3.htm Fotografía premiada
- https://archive.today/20130116072725/http://www.lanacion.cl/prontus_noticias/site/artic/20060724/pags/20060724145100.html Artículo en diario La Nación sobre una exposición.

- Datos: Q5658521